# Port lotniczy Kampot
Port lotniczy Kampot (IATA: KMT) – port lotniczy położony w Kampot, stolicy prowincji Kampot w Kambodży. Obsługuje głównie loty czarterowe.